# Andy Ruiz Jr.
Andy Ruiz Jr est un boxeur professionnel de nationalité mexicaine et américaine né le 11 septembre 1989 à Vallée impériale en Californie.

## Carrière
Le 1er juin 2019, il devient champion du monde des poids lourds IBF, WBA et WBO après sa victoire contre Anthony Joshua par arrêt de l'arbitre au 7e round,. Il perd ces titres lors du combat revanche, le 7 décembre 2019, battu aux points par Anthony Joshua puis relance sa carrière en dominant aux points Chris Arreola le 1er mai 2021.

## Titres professionnels en boxe anglaise

### Titres mondiaux majeurs
- Champion du monde poids lourds IBF (2019)
- Champion du monde poids lourds WBA (2019)
- Champion du monde poids lourds WBO (2019)

### Titres mondiaux mineurs
- Champion du monde poids lourds IBO (2019)

### Titres régionaux/internationaux
- Champion poids lourds WBO Inter-Continental (2013-2015)
- Champion d'Amérique du Nord poids lourds NABF (2013-2017)